# ウルフ・オドネル
ウルフ・オドネル（Wolf O'Donnell）は、任天堂のコンピュータゲーム『スターフォックス』シリーズに登場する架空のキャラクター。

## 概要
シリーズの主人公、フォックス・マクラウドのライバルキャラクター。「ウルフ」という名前の通りオオカミの姿をしている。シリーズを通して「スターウルフ」チームのリーダーとして登場し、アーウィンとほぼ互角の性能を持つ戦闘機「ウルフェン」に乗り、スターフォックスとのドッグファイトを繰り広げる。
根っからの悪党で他人から疎まれる存在ではあるものの、度量の広い親分肌であり、その男気溢れる生き方に惚れ込み、彼に賛同した者は少なくない。また、パイロットとしての腕も一流で、ライラット系でも1、2位を争うだけの実力を持っている。
国外版ではフォックスの父、ジェームズ・マクラウドの弟子で、元スターフォックス所属という設定。また、最初はスターフォックスのリーダーとして選ばれる予定だったが、フォックスの才能を見抜き、自ら部隊から離脱したと言う設定がある。それ故、内心ではフォックスのことをスターフォックスのリーダーとして認めており、同じ部隊であったペッピーとは仲が良かったらしい。 国外版「スターフォックス」の漫画版などではその設定が掘り下げられている。
容姿の特徴としては隻眼で、64版では左目に眼帯、アサルト以降では通信機付きのカメラらしきものを装着している（ただし、未発売の『スターフォックス2』では右目に傷はあるが、眼帯がなく隻眼でもない）。また、64、ゼロでは最終決戦時及び一騎討ち時には絆創膏をつけている。64版の時点では戦闘中に入ってくる通信映像でしか姿を確認できなかった為、ブラウンのジャケットを着ている（これは他のメンバーも同様）程度にしかはっきりとしたキャラクターデザインが不明だったが、『アサルト』以降では体格がよく黒いスーツの上に軽量の鎧の様なものを着用したデザインとなっている。『ゼロ』では再度デザインが変更され、64版と同じく左目は眼帯をしているものとなった。

## 作品ごとの行動など
スターフォックス64
過去にジェームズとの確執があり、ジェームズが創設したスターフォックスに対抗する形（実際は腕の立つパイロットということでピグマに言葉巧みに担ぎ上げられた形）で、スナイパーのレオン・ポワルスキー、かつてアンドルフと共謀してジェームズを罠に陥れた元スターフォックスのピグマ・デンガー、そしてアンドルフをおじに持つアンドリュー・オイッコニーと共にスターウルフを結成。アンドルフ軍の精鋭部隊として、アンドルフとピグマによって造られた戦闘機「ウルフェン」に乗り、アンドルフ討伐に向かうスターフォックスの前に立ちはだかる。スターフォックスとのドッグファイトでは、ジェームズとの因縁からその息子であるフォックスに執拗な攻撃を仕掛ける。
当初はフォックスを見下していたが、ベノムでの戦いでフォックスの実力を認め、その後は互いにライバルとして認識している。
国外版の漫画版では、ペッピーがウルフにスターフォックスの現在地を横流し、 ウルフに自分が騙されているという事を教えさせ、リーダーとして欠けている部分が多いフォックスに対して、ウルフと対決させる事によって成長をさせようとした。 結果的にウルフはアンドルフ軍を離反。フォックスとウルフが共にアーウィンに乗り、アンドルフを倒した。
スターフォックス アサルト
64版でアンドルフ軍が滅亡し、スターウルフがどこの組織にも属さないならず者集団になってから9年、己の利益の為なら平気で仲間を裏切るピグマと、腕が悪くアンドルフの甥であることを鼻にかけていたオイッコニーをスターウルフから追放し、代わりにキザで女たらしだが実力者のパイロット、パンサー・カルロッソを迎え入れている。
拠点にしているサルガッソーをスターフォックスに襲撃され怒りをあらわにするが、ライバルであるフォックスがアパロイドという自分以外の敵に倒されるのが嫌だったからか、窮地に陥ったフォックスを救った上に自らのウルフェンの翼に乗せて共闘したりするなど、苦戦しているところを助太刀する場面が多々見られた。
バトルモードでは、特定の条件を満たすと固有キャラクターとして使用できる。直接戦闘に関わる能力が高く、歩行速度、耐久力は最高値で、ウルフェンの操縦では他の追随を許さないが、スターフォックスの使用するマシンの操縦は不得手。
スターフォックス コマンド
度重なる悪事によって他のメンバーと共に莫大な懸賞金がかけられ、フィチナに潜伏しているが、本人はそれを快く思っておらずスターウルフの汚名返上の為に行動する。また、ルートによってはクリスタルをスターウルフに迎え入れている。
ストーリー次第では優秀なパイロットを探すフォックスに協力を頼まれ傭兵としてフォックス達と共闘する場面もあり、スターフォックスに少なからず影響されたのかヒーローとしての行動も決して悪くないと思ってきている様子がうかがえるが、その後の展開ではスターフォックスよりも先にアングラー軍を倒して汚名を返上しようとフォックスから浄化装置をだまし取り、その後を追って来たフォックス達をピグマを利用して足止めさせたりするなど悪役ぶりも見せる。しかし、エンディングではどうにもスッキリしないとそれらの行為を良しと思っていないような仕草も見せ、レオンに情が移りすぎだとからかわれる。
スターフォックス ゼロ
ストーリー的な繋がりはないが基本設定は64版と同じで、アンドルフ軍の精鋭遊撃部隊として行動している。セクターβでは他のメンバーより遅れて登場し、戦闘が長引くとペッピーをタイタニアへと撃墜し、戦闘部隊の引き上げを行う。
戦闘面では、セクターβではこれまでと異なり、戦闘相手がいなくなったスターフォックスのメンバーから攻撃を受けるようになっているが、逆にそれらへの反撃を行うこともある。それ以外のステージではツインレーザーを装備し、さらにウルフェンをオオカミのような四足の対地強襲用歩行形態「ハンター」へと変形させて戦う。特殊ステージとなるフィチナでの一騎討ちでは、シールドが半分以下になると「ライトニングトルネイド」という強烈な突進技を使用する。余談だが、互いに仲間が一切登場しない完全な一騎討ちはシリーズ初である。
スターフォックス2
他の作品とは独立した設定で登場。本作でのスターウルフはアンドルフ軍が裏で手を結んだ組織であり、謎の多い極悪非道の「闇の遊撃隊」となっている。彼はそのリーダーとして登場する。手下にレオン、ピグマ、そして本作にのみ登場のアルジーを擁するが、この3名が占領された惑星で待ち伏せをしたりスターフォックスを追跡して積極的に妨害するのに対し、彼は途中での妨害はしないものの、スターフォックスがアンドルフ軍の基地や戦艦などを全て撃破して本拠地に乗り込もうとするタイミングで突然現れ、スターフォックスに戦いを挑む。この作品のみスターウルフ戦はチーム戦ではなく単独での戦闘となる。
他の3人より性能が高くカラーリングの異なる機体（ウルフ以外は白・赤のカラーリングであるのに対し、ウルフの戦闘機のみ白・青のカラーリングと差別化されている）を使い、ペパー将軍に雇われて戦う傭兵であるスターフォックスを「ペパーに乗せられて調子に乗っているいけ好かない野郎」「商売敵」と評するが、撃破されると実力を認め「この借りは必ず返す」と言い残して離脱する（他のメンバーと異なり撃墜されない）。
外観的には隻眼でなく眼帯もしていない、目の傷が左でなく右にあるなどといった違いがある。また、キャラクターとしての性格も大きく異なり、平気で仲間や雇い主に対して命を狙うこともある凶悪犯である。

## 関連作品
大乱闘スマッシュブラザーズシリーズ
『X』および『SPECIAL』にプレイヤーキャラクターとして参戦。原作に近いデザインのフォックスとファルコに対し、プロテクターにスパイクが設けられ、首輪やベルトにチェーン、手はオープンフィンガーグローブとなって指先は鋭い鉤爪となっているなどデザインが大きくアレンジされている。
技もスピード、手数重視のフォックス、ファルコとは大きく異なり、鉤爪や牙による引き裂き攻撃が中心の野獣や狼男を思わせるクセの強いワイルドな戦闘スタイルである。フォックス、ファルコほどスピードはないがそれでも標準以上であり、攻撃力や重量は2人を上回っている。鉤爪以外にもオリジナルの装備を使用しており、銃剣が装備された拳銃型の光線銃「クローブラスター」や、弾いた物体を加速させる特徴を持つ赤い反射バリアを発生させる背負い型の「リフレクター」などを使用する。
対戦相手がフォックスであった場合、勝利すると専用の台詞を聞くことが可能。
大乱闘スマッシュブラザーズDX
オープニングムービーにアーウィンに乗ったフォックスとウルフェンで対峙するシーンが登場する。この際の服装は、黒いジャケットらしきものを着用していた。
大乱闘スマッシュブラザーズX
隠しキャラクターとして登場。デザインは『アサルト』と『コマンド』を基調としたもの。
「最後の切りふだ」ではスターフォックスで使用されているものをコピーした「ランドマスター改」を使用している。ランドマスター改の特徴についてはランドマスターの項目を参照。
フォックス、ファルコと同様に「ライラットクルーズ」でのスマッシュアピールも専用のものが用意されており、レオン、パンサーといったウルフのチームメイトをはじめ、スターフォックスのスリッピー、ファルコ、クリスタルが通信で登場、彼自身も他のキャラクターの通信に登場する。また、ファルコ同様対戦相手にフォックスがいる場合は勝利時の台詞が変わる。
アドベンチャーモード『亜空の使者』の本編には登場しないが、本編クリア後に一定条件を満たす事によって仲間に加えることができる。
大乱闘スマッシュブラザーズ for Nintendo 3DS / Wii U
プレイヤーキャラクターとしては不参戦になったが、観賞用のフィギュアとして登場している（デザインは『アサルト』版）。
『for Wii U』では『X』と同じウルフの登場する通信が流用されている。また、『X』でウルフが使用していた横必殺ワザの「ウルフフラッシュ」がフォックスのカスタマイズ必殺ワザとなっている。
大乱闘スマッシュブラザーズ SPECIAL
『X』以来のプレイヤーキャラクターとして復活を果たす。デザインは『ゼロ』を基調としたものだが、『X』と比べると目つきがややマイルドになっており、靴の先端に鉤爪が装着されて蹴り技にも斬撃が付加されるなど、独自のアレンジも成されている。最後の切りふだも、ウルフェンによる一斉射撃を行う「チームスターウルフ」に変更された。
『X』では大場真人が声を務めていたが、本作ではデザインが『ゼロ』準拠に変更されたため、声も高口公介に変更された。ただし、スマッシュアピールでは過去作同様に大場の声が使用されている。
F-ZERO ファルコン伝説
第33話「ジェームズ マクラウド」の回想シーンに、ウルフと同姓のオドネルという人間キャラクターが登場している。フォックスの父と同姓同名の人間キャラクターであるジェームズ マクラウドと共に軍隊に所属しており、友軍を救出するために敵地に向かったものの撃墜されてしまい、上官に助けを求めるも見捨てられ、敵軍に特攻して命を失ってしまう（この出来事があって以来、マクラウドは他人を信用する事が出来なくなった）。
なお、このキャラクターのファーストネームは明らかにされていない。声優は同作の主人公、リュウ・スザクの声を担当している森川智之。
すれちがいMii広場
有料追加コンテンツで入手できるMii用の帽子の一つとして、ウルフの頭部を模した「ウルフのぼうし」が登場。デザインは64版で登場した時の、左目が黒い眼帯のものとなっている。
スターリンク バトル・フォー・アトラス（発売元：ユービーアイソフト）
コラボ出演。容姿は『スターフォックス ゼロ』のもの。
amiibo
- ウルフ（大乱闘スマッシュブラザーズシリーズ）2018年12月7日発売

## 声優
日本語音声
- 江川央生 - 『スターフォックス64』
- 大場真人 - 『スターフォックス アサルト』、『大乱闘スマッシュブラザーズX』、『大乱闘スマッシュブラザーズ for Wii U』
- 高口公介 - 『スターフォックス64 3D』以降の関連作品

英語音声
- ジョック・ブラニー - 『スターフォックス64』
- グラント・グッドイヴ - 『スターフォックス アサルト』
- ジェイ・ウォード - 『大乱闘スマッシュブラザーズX』以降の関連作品